# أهل سعيد البدوي

تعديل مصدري - تعديل

أهل سعيدالبدوي هي إحدى قرى عزلة أحور بمديرية أحور التابعة لمحافظة أبين، بلغ تعداد سكانها 61 نسمة حسب تعداد اليمن لعام 2004.